# Gunnar Schellenberger

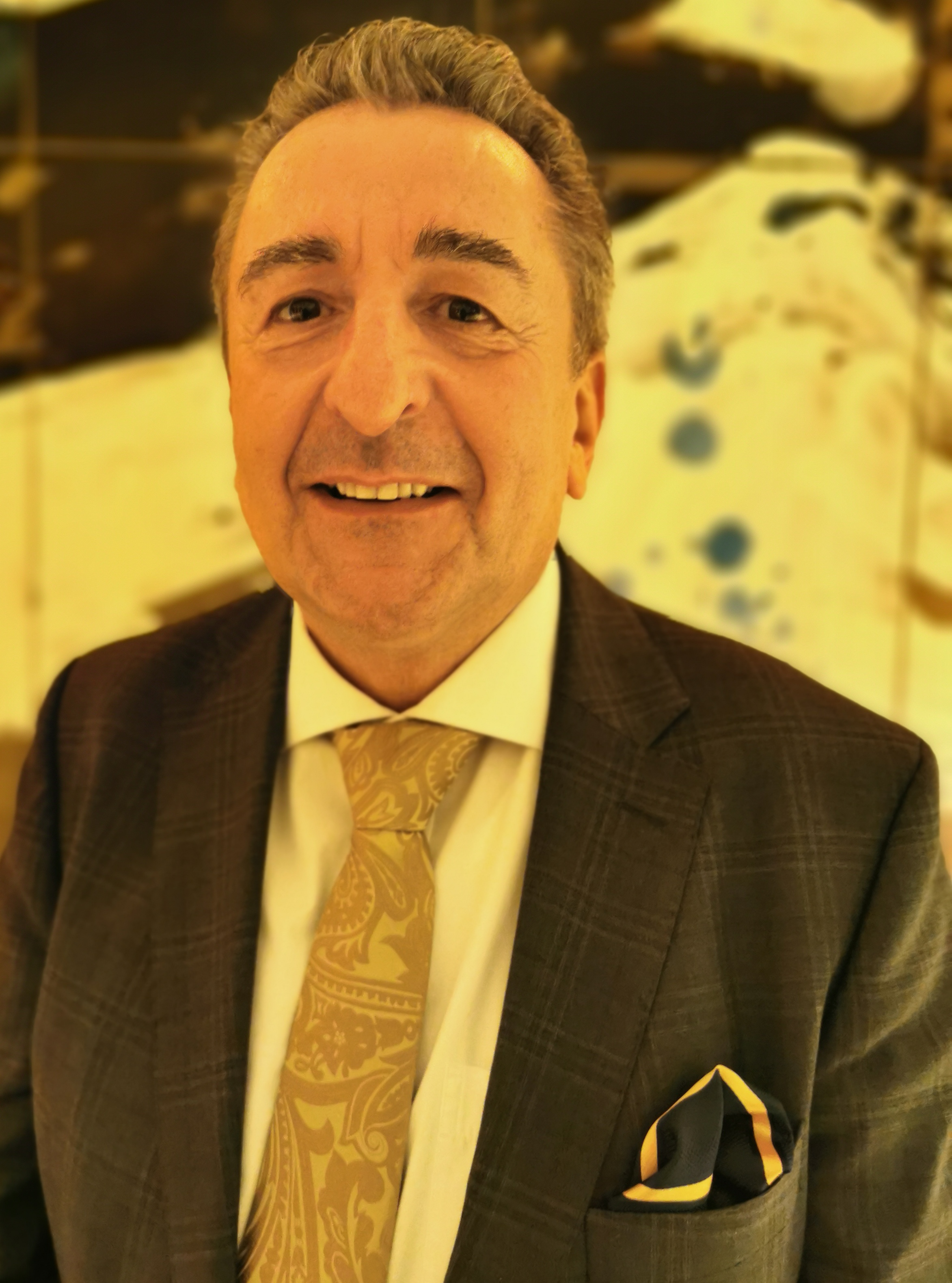
Gunnar Schellenberger (2022)

Gunnar Schellenberger (* 12. Januar 1960 in Karl-Marx-Stadt) ist ein deutscher Politiker (CDU). Von 2002 bis 2016 war und erneut seit 2021 ist Schellenberger Abgeordneter im Landtag von Sachsen-Anhalt. Von 2016 bis 2021 war er Staatssekretär für Kultur in der Staatskanzlei und Ministerium für Kultur des Landes Sachsen-Anhalt. Am 6. Juli 2021 wurde er zum Landtagspräsidenten gewählt.

## Leben
Gunnar Schellenberger besuchte von 1966 bis 1974 die Polytechnische Oberschule und von 1974 bis 1978 die Erweiterte Oberschule. Nach dreijährigem Wehrdienst bei der Nationalen Volksarmee folgte ein vierjähriges Hochschulstudium der Pädagogik (Fachkombination Mathematik/Physik) an der Pädagogischen Hochschule Potsdam. Danach war er von 1985 bis 1988 als Lehrer in Calbe (Saale) tätig. Zwischen 1988 und 1991 promovierte Schellenberger an der Akademie der pädagogischen Wissenschaften in Berlin auf dem Gebiet der Grafischen Benutzersysteme für die Schule. Von 1991 bis 2002 war er Lehrer am Dr.-Tolberg-Gymnasium in Schönebeck.
Gunnar Schellenberger ist seit 1999 Mitglied im SV Hubertus 1990 e. V. und Mitglied der Böllergruppe Schönebeck. Außerdem ist er seit 2001 Mitglied der Freiwilligen Feuerwehr Schönebeck. Seit 2002 ist er stellvertretender Kreisvorsitzender der Mittelstands- und Wirtschaftsvereinigung der CDU Schönebeck. Ebenfalls seit 2002 ist Schellenberger Mitglied im Kuratorium der Landeszentrale für politische Bildung Sachsen-Anhalt und seit 2006 Mitglied Stiftungsrat der Kunststiftung des Landes Sachsen-Anhalt.
Schellenberger ist verheiratet und hat drei Kinder.

## Politik
Gunnar Schellenberger trat 1993 der CDU bei. 1994 war er Mitglied im CDU-Kreisvorstand von Schönebeck. Zwischen 1994 und 1996 war er Fraktionsvorsitzender im Stadtrat von Calbe (Saale). Von 1999 bis 2006 war Schellenberger stellvertretender CDU-Kreisverbandsvorsitzender von Schönebeck und von 1999 bis 2007 Mitglied des Schönebecker Kreistages. Außerdem war er zwischen 1999 und 2004 Fraktionsvorsitzender im Stadtrat von Schönebeck und von 2004 bis 2007 Fraktionsvorsitzender im Kreistag Schönebeck. Seit 2007 ist er Kreisvorsitzender der CDU im Salzlandkreis sowie Mitglied des Kreistages im Salzlandkreis.
Von 2002 bis 2016 war Schellenberger Abgeordneter im Landtag von Sachsen-Anhalt und vertrat den Wahlkreis 19 (Schönebeck). Am 24. Mai 2016 erklärte Schellenberger gegenüber dem Präsidenten des Landtages von Sachsen-Anhalt wegen der Übernahme des Staatssekretärsamtes seinen Verzicht auf das Abgeordnetenmandat. Als Ersatzperson zog am 1. Juni 2016 Jens Kolze aus dem Landeswahlvorschlag der CDU in den Landtag ein.
Vom 1. Juni 2016 bis zum 16. September 2021 war er Staatssekretär für Kultur in der Staatskanzlei und Ministerium für Kultur des Landes Sachsen-Anhalt.
Bei der Landtagswahl 2021 trat Schellenberger erneut als Direktkandidat im Wahlkreis 19 (Schönebeck) an und gewann das Mandat mit 34,5 % der Erststimmen. Anschließend wurde er zum Landtagspräsidenten gewählt.

## Kontroversen
2017 wurde bekannt, dass Schellenberger wegen zweier künstlicher Hüftgelenke in einem BMW 730d fahren darf, der eigentlich Ministern vorbehalten ist. Ein Arzt habe einen Spezialsitz empfohlen, der laut Aussagen der Regierung Sachsen-Anhalts „ausschließlich in einem 7er-BMW verfügbar“ sei. Die Linken-Abgeordnete Kristin Heiß hatte daraufhin den Rücktritt des Spitzenbeamten gefordert. Wer so offensichtlich die Bodenhaftung verloren habe, sei für dieses Amt nicht geeignet, sagte sie. „Wo normale Bürger eine Gehhilfe oder einen Rollstuhl mitunter erst im Widerspruchsverfahren von ihrer Krankenkasse bezahlt bekommen, wird Herrn Staatssekretär ein Auto verschrieben, welches ihm den Rücken wärmt, massiert und belüftet.“
In der sogenannten „Balkonaffäre“ wird Gunnar Schellenberger vorgeworfen, am 12. August 2023 vom Balkon des Landtags aus ein Roland-Kaiser-Konzert gratis verfolgt zu haben. Der Kinderschutzbund Sachsen-Anhalt lehnte eine Spende Schellenbergers in Höhe von 600 Euro, die als nachträgliches Eintrittsgeld gedacht war, ab.
Die für den 27. Januar 2024 geplante Holocaust-Gedenkveranstaltung in Magdeburg wurde von Schellenberger zwei Tage vorher teilweise abgesagt wegen der zeitgleich stattfindenden Bauerndemonstration. Der Bauernverband Sachsen-Anhalt verschob daraufhin die Demo auf den 28. Januar, es blieb jedoch bei der teilweisen Absage der Gedenkveranstaltung. Das löste Kritik innerhalb der Landtagsfraktionen und vor allem beim Vorsitzenden des Landesverbands der Jüdischen Gemeinden, Max Privorozki, aus.

## Ehrenämter
Seit 2007 ist Schellenberger Mitglied des Verwaltungsrates der Salzlandsparkasse, seit 2017 der Kuratorien des Kurt-Weill-Gesellschaft e. V., des Heinrich-Schütz-Museums Weißenfels und der Stiftung Schloss Wernigerode und seit 2020 der Deutschen Stiftung Denkmalschutz und der Stiftung Meininger Baudenkmäler.